# Spogostylum kozlovi
Spogostylum kozlovi är en tvåvingeart som först beskrevs av Paramonov 1957.  Spogostylum kozlovi ingår i släktet Spogostylum och familjen svävflugor. Inga underarter finns listade i Catalogue of Life.